# Athletics Federation of India
L'Athletics Federation of India (letteralmente federazione di atletica leggera dell'India, AFI) è una federazione sportiva che ha il compito di promuovere la pratica dell'atletica leggera e coordinarne le attività dilettantistiche ed agonistiche in India.
Fu fondata nel 1946 con il nome Amateur Athletic Federation of India (AAFI) su iniziativa di Guru Dutt Sondhi, che fu primo presidente della federazione fino al 13 aprile 1950, e del maharaja di Patiala Yadavindra Singh.

## Affiliazioni
L'Athletics Federation of India è affiliata alle seguenti federazioni internazionali:
- World Athletics
- Asian Athletics Association

Inoltre, è affiliata al Comitato Olimpico Indiano.